# Wanli, Hanyuan
Wanli är en socken i Kina.   Den ligger i provinsen Sichuan, i den centrala delen av landet, 1 700 km sydväst om huvudstaden Peking. Antalet invånare är 4 147. Befolkningen består av 1 911 kvinnor och 2 236 män. Barn under 15 år utgör 13,0 %, vuxna 15-64 år 71 %, och äldre över 65 år 15,0 %.